# 安諾托貝
安諾托貝是牙買加的城鎮，位於該國東北部，由聖瑪麗區負責管轄，海拔高度約48米，鎮上的歷史建築建於1820年代，2010年人口估計約5,504。

## 外部連結
- MSN Map[永久]